# RMS Ivernia (1955)
El RMS Ivernia fue un transatlántico de la clase Saxonia, construido en 1955 en los astilleros escoceses de John Brown & Company, en Clydebank, para la compañía naviera Cunard Line y operado por esta en el servicio de transatlántico de pasajeros entre el Reino Unido y Canadá. En 1963 fue reestructurado como buque de cruceros y rebautizado como RMS Franconia, en honor del barco homónimo de 1922. Continuó navegando para Cunard hasta que fue retirado del servicio y llevado a dique seco en 1971. 

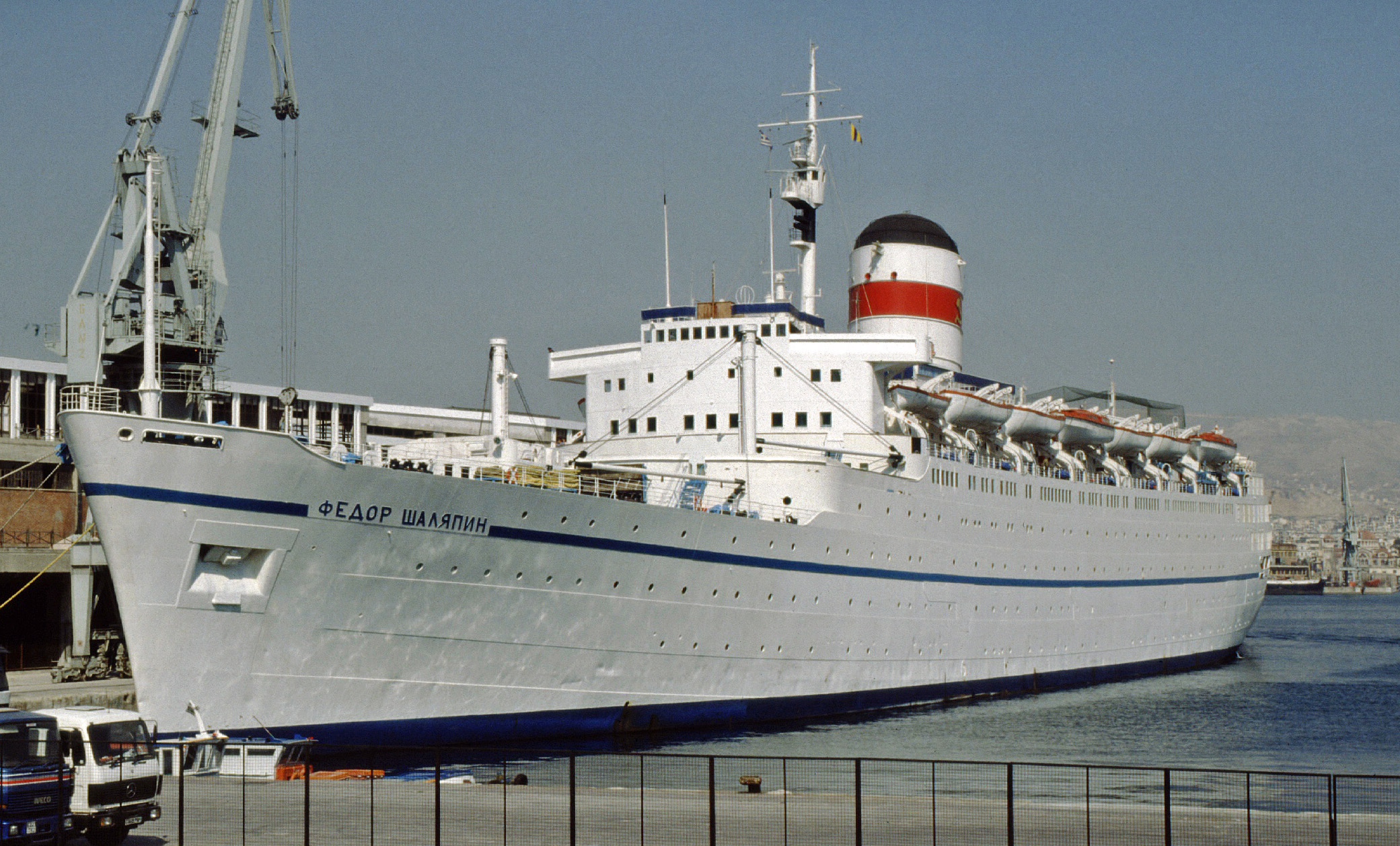
El Fedor Shalyapin atracado en el puerto del Pireo en marzo de 1990

En 1973 fue vendido a la empresa soviética Far Eastern Shipping Company, que lo rebautizó como SS Fedor Shalyapin. Navegó para dicha compañía alrededor de Australia y del sudeste asiático hasta que, en 1980, fue transferido a la flota de la Black Sea Shipping Company, y durante un tiempo regresó a Europa y el mar Mediterráneo. En 1989 fue nuevamente transferido a la Odessa Cruise Company, para la que operó hasta 1994. 
Posteriormente, fue retirado del servicio y enviado a dique seco en Ilichevsk, un puerto del mar Negro a 40 kilómetros al suroeste de Odesa. En 2004, fue rebautizado como Salona y enviado a Alang, en la India, para ser finalmente desguazado.